# Stan Lazaridis
Stanley „Stan” Lazaridis (ur. 16 sierpnia 1972 w Perth) – piłkarz australijski pochodzenia greckiego grający na pozycji lewego pomocnika lub obrońcy.

## Kariera klubowa
Lazaridis urodził się w zachodniej Australii, jednak jego rodzice pochodzą z greckiej części Macedonii. Pierwsze kluby w karierze Lazaridisa to przede wszystkim kluby założone przez imigrantów z Macedonii: Preston Lions FC, Olympic Kingsway oraz Stirling Lions. Potem grał jeszcze we Floreat Athena oraz West Adelaide. Latem 1995 roku został sprzedany do Anglii za 300 tys. funtów i podpisał kontrakt z londyńskim West Ham United. Zadebiutował w przegranym 1:3 meczu z Chelsea F.C. Jednak w drużynie trenowanej przez Harry’ego Redknappa nigdy na dobre nie wywalczył miejsca w pierwszej jedenastce. Powodem tego były również przewlekłe kontuzje. Po 4 sezonach gry w Młotach, w których zagrał tylko 87 meczów, Lazaridis przeszedł do Birmingham City za około 1,5 mln funtów. W klubie z Birmingham spędził 7 sezonów, a największym sukcesem był awans do Premiership w sezonie 2001/2002. Lazaridis to jeden z największych symboli tego klubu. W sezonie 2005//2006 po spadku Birmingham z Premiership postanowił wrócić do ojczyzny i zasilił szeregi drużyny Perth Glory. Po zakończeniu rozgrywek 2007/2008 Lazaridis zakończył piłkarską karierę.
| Sezon   | Klub            | Kraj      | Rozgrywki                      | Mecze | Bramki |
| ------- | --------------- | --------- | ------------------------------ | ----- | ------ |
| 1992/93 | West Adelaide   | Australia | National Soccer League         | 26    | 2      |
| 1993/94 | West Adelaide   | Australia | National Soccer League         | 23    | 3      |
| 1994/95 | West Adelaide   | Australia | National Soccer League         | 22    | 0      |
| 1995/96 | West Ham United | Anglia    | Premiership                    | 4     | 0      |
| 1996/97 | West Ham United | Anglia    | Premiership                    | 22    | 1      |
| 1997/98 | West Ham United | Anglia    | Premiership                    | 28    | 2      |
| 1998/99 | West Ham United | Anglia    | Premiership                    | 15    | 0      |
| 1999/00 | Birmingham City | Anglia    | First Division                 | 31    | 2      |
| 2000/01 | Birmingham City | Anglia    | First Division                 | 31    | 1      |
| 2001/02 | Birmingham City | Anglia    | First Division                 | 32    | 0      |
| 2002/03 | Birmingham City | Anglia    | Premiership                    | 30    | 2      |
| 2003/04 | Birmingham City | Anglia    | Premiership                    | 30    | 2      |
| 2004/05 | Birmingham City | Anglia    | Premiership                    | 20    | 0      |
| 2005/06 | Birmingham City | Anglia    | Premiership                    | 17    | 0      |
| 2006/07 | Perth Glory     | Australia | A-League                       | 11    | 0      |
| 2007/08 | Perth Glory     | Australia | A-League                       | 2     | 0      |
|         |                 |           | Łącznie w lidze australijskiej | 84    | 5      |
|         |                 |           | Łącznie w Premiership          | 166   | 7      |

## Kariera reprezentacyjna
W reprezentacji Australii Lazaridis debiutował 16 kwietnia 1993 roku w wygranym 1:0 meczu z reprezentacją Kuwejtu. Przez większość kariery reprezentacyjnej był podstawowym zawodnikiem kadry narodowej. Został m.in. powołany przez selekcjonera Guusa Hiddinka powołany do 23-osobowej kadry na Mistrzostwa Świata w Niemczech. Tam jednak nie rozegrał żadnego meczu.